# 2月23日
2月23日是公历（平年）一年中的第54天，离全年结束还有311天（闰年则还有312天）。

## 大事记

### 20世紀以前
- 532年：東羅馬帝國皇帝查士丁尼一世下令在君士坦丁堡興建第三代阿亞索菲亞教堂。
- 1455年：德国发明家约翰尼斯·谷腾堡完成第一批以活字印刷术量产的《谷腾堡圣经》。
- 1836年：墨西哥將領羅培茲·德·聖安納率領軍隊襲擊德克薩斯軍隊，阿拉摩之戰爆發。
- 1886年：美國發明家查爾斯·馬丁·霍爾發現一種價格低廉的制鋁方法。
- 1893年：德国工程师鲁道夫·狄塞尔发明基于迪塞尔循环的压缩点火式柴油引擎，并取得专利。

### 20世紀
- 1901年：日本民间军国主义团体黑龙会成立。
- 1903年：美国政府基于《普拉特修正案》和古巴共和國签署契约，正式永久性地租借关塔那摩湾。
- 1905年：美国依利诺伊州芝加哥的律师保罗·哈里斯与其他三位商人在午餐聚会时成立了扶轮社，世上第一个服务团体。
- 1918年：蘇聯紅軍建军。
- 1919年：義大利法西斯主義創始人貝尼托·墨索里尼成立戰鬥者法西斯，後改組為國家法西斯黨。
- 1938年：為了紀念蘇聯紅軍節，國民政府與史達林派往中國的蘇聯空軍志願隊聯手發起了針對台北松山機場的空襲行動，是為松山空襲。
- 1940年：中国东北抗日联军第一路军总司令杨靖宇在吉林濛江县和日军交战中阵亡。
- 1940年：美国化学家格伦·西奥多·西博格和所领导的柏克莱加州大学研究团队首次对钚进行化学鉴定。
- 1942年：意大利把占領下的盧比安纳用30 公里長的鐵絲網將其完全包圍起來。
- 1944年：為懲治車臣的反抗行動，蘇聯政府將約50萬名車臣人及印古什人強制遷移至哈薩克及吉爾吉斯。
- 1945年：美军占领马尼拉。
- 1945年：美軍開始猛攻威克島。
- 1947年：旨在制定全世界工商业标准的国际标准化组织正式成立，总部设在瑞士日内瓦。
- 1981年：西班牙發生軍事政變，以失敗告終。
- 1987年：從地球上觀察到大麥哲倫雲中的超新星SN 1987A。
- 1988年：香港政府批准小巴由14座增加到16座。
- 1991年：：美军陆军跨越伊拉克边界。
- 1991年：泰國皇家軍隊發動軍事政變，推翻時任總理差猜·春哈旺。
- 1997年：俄罗斯和平号太空站失火，14分钟后扑灭，无人受伤。

### 21世紀
- 2007年：维珍铁路的英铁390型电力动车组在英国坎布里亚郡出軌，造成1人死亡、22人受伤。
- 2014年：烏克蘭總統維克托·亞努科維奇因為抗議衝突而逃往俄羅斯，尊嚴革命結束。
- 2020年：马来西亚国民联盟成立。
- 2021年：由於幫派爭鬥，厄瓜多三所監獄發生暴動，造成79名囚犯死亡。
- 2022年：香港財政司司長陳茂波發表新一份《財政預算案》，因疫情緣故，故將透過視像形式發表，為歷來首次非在立法會會議廳宣讀的財政預算案。
- 2025年：黎巴嫩武裝政治組織真主黨第三任總書記哈桑·納斯魯拉和真主黨執行委員會主席哈希姆·薩菲丁的集體葬禮在黎巴嫩貝魯特的卡密拉·夏蒙體育城體育場舉行[1]。

## 出生
- 1417年：教宗保祿二世，羅馬主教（1471年逝世）
- 1443年：馬加什一世，匈牙利及克羅地亞國王（1490年逝世）
- 1633年：塞缪尔·皮普斯，英國政治人物（1703年逝世）
- 1646年：德川綱吉，日本江戶幕府第5代征夷大將軍（1709年逝世）
- 1685年：格奧爾格·弗里德里希·韓德爾，德裔英籍巴洛克音樂作曲家（1759年逝世）
- 1723年：威廉·錢伯斯，蘇格蘭建築師（1796年）
- 1744年：邁爾·阿姆謝爾·羅特席爾德，德國銀行家及「國際金融之父」（1812年逝世）
- 1840年：卡爾·門格爾，奧地利經濟學派的創始人（1921年逝世）
- 1845年：唐·阿方索，巴西帝國皇太子（1847年逝世）
- 1847年：蘇菲·夏洛特，巴伐利亚王国女公爵（1897年逝世）
- 1852年：育德帝，越南阮朝第5任皇帝（1883年逝世）
- 1863年：法蘭茲·馮·史杜克，德國畫家、雕塑家、版畫家、建築師（1928年逝世）
- 1868年：杜波依斯，美国民權運動領袖（1963年逝世）
- 1873年：梁啟超，中國清末民初思想家，著名学者（1929年逝世）
- 1878年：卡濟米爾·馬列維奇，俄國畫家、藝術理論家（1935年逝世）
- 1883年：卡爾·雅斯佩斯，德國存在主義哲學家（1969年逝世）
- 1886年：三島彌彥，日本男子田徑運動員（1954年逝世）
- 1889年：維克托·弗萊明，美國電影導演（1949年逝世）
- 1890年：唐纳德·福雷斯特·布朗，紐西蘭陸軍，維多利亞十字勳章得主（1916年逝世）
- 1892年：艾格尼絲·史沫特萊，美國著名左派記者（1950年逝世）
- 1901年：吳李玉哥，臺灣畫家（1991年逝世）
- 1904年：利奧波德·特雷伯，蘇聯二戰時期間諜組織領導者（1982年逝世）
- 1905年：德里克·亨利·萊默，美國數學家（1991年逝世）
- 1908年：威廉·麥克馬洪，澳大利亞律師、政治人物，第20任澳大利亞總理（1988年逝世）
- 1915年：保羅·蒂貝茨，美國空軍退役準將、在廣島市投下首枚原子彈的艾諾拉·蓋號轟炸機機師（2007年逝世）
- 1920年：孔德成，台灣學者、孔子七十七代嫡長孫（2008年逝世）
- 1923年：拉斐爾·阿迭戈·布魯諾，烏拉圭政治人物，前任烏拉圭總統（2014年逝世）
- 1924年：阿蘭·麥克萊德·科馬克，美國物理學家，1979年諾貝爾生理學或醫學獎得主（1998年逝世）
- 1924年：李厚洛，前韓國中央情報部部長（2009年逝世）
- 1927年：罗伯特·贝拉，美國社會學家（2013年逝世）
- 1928年：卡爾·圖斯堡，丹麥企業家，鞋業公司ECCO Sko A/S創始人（2004年逝世）
- 1928年：張存浩，中國物理化學家（2024年逝世）
- 1929年：阿列克謝二世，第15任莫斯科和全俄東正教大牧首（2008年逝世）
- 1930年：志村五郎，日本數學家（2019年逝世）
- 1943年：北大路欣也，日本演員
- 1947年：夏奇拉·肯恩，英國女演員、模特兒
- 1948年：司徒法正，香港、澳門風水師[2]
- 1949年：查克·馬威尼，美國軍人（2024年逝世）
- 1949年：馬克·加諾，加拿大政治人物（2025年逝世）
- 1950年：米爾頓·溫萊特，英國微生物學家
- 1952年：馬力，香港立法會議員（2007年逝世）
- 1952年：中島美雪，日本創作型女歌手
- 1953年：鍾鎮濤，香港歌手、演員
- 1953年：中嶋悟，日本第一位一級方程式車手
- 1954年：維克托·尤先科，烏克蘭政治人物，第3任烏克蘭總統
- 1955年：菲利普·桑德斯，美國職業籃球教練
- 1955年：王令麟，台灣企業家
- 1956年：百田尚樹，日本作家、編劇、政治人物
- 1957年：張超雄，香港政界人物
- 1960年：德仁，日本第126代天皇
- 1963年：拉多斯瓦夫·西科爾斯基，波蘭政治家
- 1965年：克莉絲汀·戴維斯，美國女演員
- 1965年：麥可·戴爾，美國企業家，電腦製造商戴爾公司創辦人
- 1965年：海倫娜·蘇科娃，捷克退役女子網球運動員
- 1966年：迪迪埃·奎洛茲，瑞士天文學家，2019年諾貝爾物理學獎得主
- 1967年：侯勇，中國男演員
- 1968年：洪瑞襄，臺灣女演員（2012年逝世）
- 1968年：韓磊，中國男歌手
- 1970年：相田翔子，日本女演員、歌手
- 1971年：鄭燦，韓國男演員
- 1973年：陳怡真，臺灣女演員
- 1974年：祖鋒，中國男演員
- 1975年：永田亮子，日本女性聲優
- 1978年：洪小鈴，台灣模特兒
- 1978年：林子瑄，台灣演員
- 1979年：梁文禮，香港電台DJ
- 1980年：周俊勳，臺灣職業圍棋棋士
- 1981年：田樸珺，中國女演員
- 1981年：中原麻衣，日本女性聲優
- 1981年：加雷斯·巴里，英格蘭足球運動員
- 1982年：呂熙，香港演員
- 1982年：安娜·查普曼，俄羅斯女間諜
- 1983年：厉娜，中國女藝人
- 1983年：愛美莉·賓特，英國女演員
- 1983年：米度，埃及足球運動員
- 1986年：龜梨和也，日本藝人，組合KAT-TUN成員
- 1988年：於淼，香港演員
- 1991年：瑠川里菜，日本AV女優
- 1992年：达维德·别利亚夫斯基，俄羅斯體操運動員
- 1992年：基里亞科斯·帕帕多普洛斯，希臘足球運動員
- 1993年：石川佳純，日本女子乒乓球運動員
- 1994年：何依婷，香港女藝人
- 1994年：皮拉帕·瓦塔納汕西瑞，泰國男演員
- 1994年：達科塔·芬妮，美國女演員
- 1995年：安德魯·威金斯，加拿大篮球NBA球員
- 1995年：葆拉·贝尔，德国女演员
- 1997年：陳玟卉，臺灣女子舉重運動員
- 1997年：西澤幸奏，日本女歌手
- 1997年：近藤里奈，日本女子團體NMB48成員
- 1998年：文炯書，韓國男子偶像團體THE BOYZ成員
- 1999年：金東炫，韓國男子偶像團體Golden Child成員
- 1999年：科塞拉·馬邁里，阿爾及利亞男子羽球運動員
- 2000年：山手梨愛，日本AV女優
- 2000年：費姆克·博爾，荷蘭女子田徑運動員
- 2001年：霍爾丹·迪亞斯，古巴-西班牙男子田徑運動員
- 2004年：繪森彩，日本女性聲優
- 2012年：艾絲黛拉·希爾維亞·伊娃·瑪麗，瑞典公主
- 生年不詳：丹澤晃之，日本男性聲優
- 生年不詳：小針彩希，日本女性聲優

## 逝世
- 255年：郭淮，三国时期魏国名将（生年不詳）
- 715年：韋立德一世，倭馬亞王朝哈里發（674年出生）
- 749年：行基，日本奈良時代僧人（668年出生）
- 1100年：宋哲宗赵煦，北宋皇帝（1077年出生）
- 1464年：明英宗朱祁鎮，明朝皇帝（1427年出生）
- 1447年：教宗安日納四世，羅馬主教（1383年出生）
- 1526年：迪亞哥·哥倫布，西班牙航海家、探險家（1479/1480年出生）
- 1546年：法蘭索瓦·德·波旁，法國王族、軍事家（1519年出生）
- 1603年：弗朗索瓦·韋達，法國數學家（1540年出生）
- 1792年：約書亞·雷諾茲，英國畫家（1723年出生）
- 1848年：威廉明娜·萊哈爾特，德國熱氣球駕駛員（1788年出生）
- 1855年：卡爾·弗里德里希·高斯，德國數學家、物理學家、天文學家、大地測量學家（1777年出生）
- 1879年：阿爾布雷希特·馮·羅恩，德國陸軍元帥、政治人物（1803年出生）
- 1917年：讓·加斯東·達布，法國數學家（1842年出生）
- 1925年：喬爾·梅特卡夫，美國牧師、業餘天文學家（1866年出生）
- 1934年：爱德华·埃尔加，英國作曲家（1857年出生）
- 1940年：杨靖宇，抗日烈士（1905年出生）
- 1944年：利奧·貝克蘭，比利時化學家，被稱為「塑料工業之父」（1863年出生）
- 1946年：山下奉文，日本陸軍大將（1885年出生）
- 1947年：楊子榮，東北人民解放軍牡丹江軍分區軍官（1917年出生）
- 1951年：张伯苓，中国教育家，南开系列学校的创办者之一（1876年出生）
- 1969年：張君勱，中國政治人物、觀念論哲學家（1887年出生）
- 1971年：杜高智，南越陸軍中將、越南戰爭戰場指揮官（1929年出生）
- 1986年：楊楚瑩，香港女歌手（1965年出生）
- 1993年：吳楚帆，香港粵語片演員（1910年出生）
- 1996年：赫爾穆特·舍恩，德國前足球運動員及總教練（1915年出生）
- 1999年：卡羅斯·海斯卡克，美國海軍陸戰隊槍砲軍士、狙擊手（1942年出生）
- 2005年：冯亦代，中国作家、翻译家（1913年出生）
- 2005年：李国豪，中国桥梁工程和力学专家（1913年出生）
- 2007年：帕斯卡爾·約阿迪姆納吉，乍得總理（1950年出生）
- 2007年：馬兆駿，台灣音樂製作人[3][4]（1959年出生）
- 2014年：愛麗絲·赫茨索默，捷克鋼琴家（1903年出生）
- 2024年：維亞切斯拉夫·列別傑夫，俄羅斯律師、法學家（1943年出生）
- 2024年：新沙洞老虎，韓國填詞人、作曲家（1983年出生）
- 2025年：他寧·蓋威遷，泰國政治人物，第14任泰國總理（1927年出生）

## 节假日与习俗
- 俄羅斯：祖国保卫者日（前苏联红军节）
- 日本：德仁天皇誕生日（令和：2020年起）
- ：國慶日
- ：國慶日